# Virginia Slims of Tucson
Il Virginia Slims of Tucson è stato un torneo femminile di tennis che si disputava a Tucson negli USA su campi in sintetico indoor.

## Albo d'oro

### Singolare
| Anno      | Campionessa           | Finalista             | Punteggio             |
| --------- | --------------------- | --------------------- | --------------------- |
| 1972      | Billie Jean King      | Françoise Dürr        | 6–0, 6–3              |
| 1973      | Kerry Reid            | Nancy Richey          | 6–3, 6–3              |
| 1974-1976 | Torneo non completato | Torneo non completato | Torneo non completato |
| 1977      | Chris Evert           | Martina Navrátilová   | 6-3, 7-6              |
| 1978-1979 | Torneo non completato | Torneo non completato | Torneo non completato |
| 1980      | Tracy Austin          | Peanut Louie          | 6-2, 6-0              |

### Doppio
| Anno      | Campionesse                     | Finalista                      | Punteggio             |
| --------- | ------------------------------- | ------------------------------ | --------------------- |
| 1972      | Kerry Harris / Karen Krantzcke  | Françoise Dürr / Judy Tegart   | 6–3, 6–7, 6–3         |
| 1973      | Janet Newberry / Pam Teeguarden | Karen Krantzcke / Betty Stöve  | 3–6, 7–6, 7–5         |
| 1974-1979 | Torneo non completato           | Torneo non completato          | Torneo non completato |
| 1980      | Leslie Allen / Barbara Potter   | Mary Lou Daniels / Wendy White | 7-6, 6-0              |